# Haiming (Áustria)
Haiming é um município da Áustria, situado no distrito de Imst, no estado do Tirol. Tem 40,18 km² de área e sua população em 2019 foi estimada em 4.697 habitantes.